# نسبة كفاءة البروتين
تعتمد نسبة كفاءة البروتين (PER) على زيادة الوزن لموضوع الاختبار مقسومًا على كمية البروتين المعينة خلال فترة الاختبار.
استخدمت طريقة نسبة كفاءة البروتين (PER) منذ عام 1919 وحتى وقت قريب جدا على نطاقٍ واسع لتقييم جودة البروتين في الغذاء.
تُستخدم نسبة كفاءة البروتين (PER) في صناعة الأغذية في كندا حاليًا كمعيار لتقييم جودة البروتين في الأطعمة. الطريقة الرسمية لتحديد نسبة كفاءة البروتين هي من طريقة FK-1 لحماية الصحة في وزارة الصحة الكندية، 15 أكتوبر 1981.
تستخدم إدارة الأغذية والأدوية الأمريكية (FDA) حاليًا درجة الحموضة الأمينية المصحَّحة بالبروتين (PDCAAS) كأساس للنسبة المئوية للعلاوة اليومية الموصى بها من قِبل الولايات المتحدة (USRDA) للبروتين المعروض في ملصقات المواد الغذائية. ومع ذلك، لا يزال يجري استخدام نسبة كفاءة البروتين (PER) في بعض لوائح إدارة الأغذية والأدوية الأمريكية (FDA). الطرق الرسمية لإدارة الغذاء والدواء الأمريكية لحساب نسبة كفاءة البروتين (PER) هي كما ورد في الطرق الرسمية للتحليل الصادر عن رابطة AOAC International، في الطبعة السادسة عشر، والطرق الرسمية للتحليل الصادر عنها، في الطبعة الثامنة عشر منه.(2005).
{\displaystyle PER\,={\frac {Gain\ in\ body\ mass(g)}{Protein\ intake(g)}}}